# O.C., California
O.C., California (Originaltitel The O.C.) ist eine US-amerikanische Fernsehserie. O.C. steht dabei für den Bezirk Orange County im US-Bundesstaat Kalifornien. Die Serie startete am 5. August 2003 auf FOX und wurde schnell zu einer der einträglichsten Serien der Jahre 2003/04. Am 22. Februar 2007 wurde mit dem Finale der vierten Staffel die letzte Folge der Serie in den USA ausgestrahlt.
Im deutschsprachigen Raum begann die Ausstrahlung der Serie im Oktober 2004 auf dem österreichischen Fernsehsender ORF 1. Anfang 2005 begann die Serie auf ProSieben, im Frühjahr 2006 strahlte sie SF zwei erstmals aus.
O.C., California wurde in den Jahren 2003–2006 mehrfach mit einem Teen Choice Award ausgezeichnet.

## Handlung

### Staffel 1
Die Serie spielt in der Küstenstadt Newport Beach im Bezirk Orange County des US-Bundesstaates Kalifornien. Der Teenager Ryan Atwood wird mit seinem Bruder Trey beim Autodiebstahl erwischt und verhaftet. Sandy Cohen wird ihm als Pflichtverteidiger zugeteilt und erwirkt Atwoods Freilassung unter der Voraussetzung, dass dieser bis zum angesetzten Gerichtstermin unter Aufsicht von Erziehungsberechtigten steht. Ryan stammt aus problematischen Familienverhältnissen: Seine Mutter Dawn ist Alkoholikerin und ihr aktueller Freund A.J. gewalttätig. Als Ryan nach Hause zurückkehrt, wirft Dawn ihren Sohn kurzerhand aus dem Haus. Sandy, der im Gegensatz zu seiner Frau Kirsten, der Erbin eines erfolgreichen Immobilienimperiums, selbst aus bürgerlichen Verhältnissen stammt, nimmt Ryan aus Mitleid mit zu sich nach Hause. Während Kirsten Sandys Entscheidung missbilligt, freut sich sein einziger Sohn Seth, der bislang ein langweiliges Außenseiterleben führt, über den gleichaltrigen Gast. Da Dawn abgehauen ist und Ryan nur einen Zettel hinterlassen hat, beschließen die Cohens, Ryans Pflegeeltern zu werden. Ryan wohnt fortan dauerhaft im Poolhaus der Cohens; er und Seth werden mit der Zeit beste Freunde.
Ryan besteht die Aufnahmeprüfung der privaten Harbor High-School und lernt das Leben der Oberschicht von Newport Beach kennen, allerdings auch dessen Schattenseiten. Er freundet sich mit der Nachbarin der Cohens – Marissa Cooper – an. Marissas langjährigem Freund Luke missfällt der enge Kontakt zwischen ihr und Ryan, weshalb es oft zu Reibereien zwischen den Jungs kommt. Die Ehe der Coopers zerbricht, als Marissas Vater Jimmy seine reichen Kunden durch Fehlinvestitionen um ihr Geld bringt und infolgedessen insolvent wird. Marissas Mutter Julie reicht daraufhin die Scheidung ein, um ihr Ansehen und Stellung in Newports High Society zu wahren. Bei einem Ausflug nach Tijuana erwischt Marissa Luke mit einer ihrer besten Freundinnen, was sie zu einem Selbstmordversuch verleitet, den sie dank Seth, Summer und Ryan überlebt. Nach einem gescheiterten Versuch ihrer Mutter, sie in eine psychiatrische Klinik einzuweisen, zieht Marissa zu ihrem Vater Jimmy, während ihre kleine Schwester Kaitlin bei ihrer Mutter bleibt. Als Julie eine Beziehung mit Marissas Ex-Freund Luke anfängt, verschlechtert sich das Verhältnis zwischen Mutter und Tochter noch mehr. Auf Ryans Verlangen hin beendet Luke die Beziehung zu Julie, da dies Marissa nur mehr schadet. Luke zieht wenig später mit seinem Vater nach Portland. Julie geht eine Beziehung mit Kirstens Vater Caleb ein und die beiden heiraten am Ende der Staffel.
Marissa und Ryan werden ein Paar. Deren Romanze ermöglicht es Seth, Marissas bester Freundin Summer näherzukommen, für die er seit seiner Kindheit heimlich schwärmt. Summer entwickelt Gefühle für Seth, gesteht diese aber lange nicht ein, weil sie ihr gutes Ansehen in Newport nicht für ihn, den Comicfreak und Außenseiter der Schule, opfern will. Dies führt dazu, dass Seth mit Anna aus Pittsburgh eine Beziehung anfängt, die ihm ursprünglich dabei helfen wollte, Summer für sich zu gewinnen. Summer zeigt sich daraufhin eifersüchtig, was Seth sehr imponiert und seiner Beziehung zu Anna zunehmend schadet. Schließlich beendet Anna die Beziehung und zieht auch aufgrund ihres Heimwehs zurück nach Pittsburgh. Seth und Summer werden daraufhin ein Paar. Summer besteht jedoch darauf, ihre Liebe geheim zu halten. Sie ignoriert Seth weiterhin in der Öffentlichkeit sowie in der Schule. Um Summer zu einem offiziellen Bekenntnis zu drängen, gesteht er ihr bei einem Kusswettbewerb an der Schule öffentlich seine Liebe. Dabei überwindet Summer schließlich ihre Verlustangst und bekennt sich zu ihrer Beziehung.
Die stabilste Beziehung ist die zwischen Seths Eltern Sandy und Kirsten Cohen, obwohl auch sie einige Krisen zu bewältigen haben. Probleme stellen zum Beispiel Kirstens Schwester Hailey und die Unternehmensgruppe von Kirstens Vater dar. Weil Sandy durch seinen Job als Pflichtverteidiger nur ein geringes eigenes Einkommen erzielt, denken viele, er würde seine reiche Frau bloß ausnutzen. Durch eine Kollegin kommt er an einen gut bezahlten Job in einer Anwaltskanzlei. In dessen Auftrag muss er wenig später die Firma von Kirstens Vater verklagen, was zu einem weiteren, großen Familienstreit führt.
Während ihrer Therapie lernt Marissa den netten und interessierten Oliver kennen, einen psychisch labilen jungen Mann, der sich Hals über Kopf in sie verliebt. Sie bemerkt das zuerst nicht und betrachtet ihn, ebenso wie fast alle anderen außer Ryan, als Freund. Erst als Oliver Marissa mit einer Waffe bedroht, sieht sie ein, dass er noch nicht geheilt ist und wendet sich von ihm ab. Ihre Beziehung zu Ryan ist danach durch Marissas mangelndes Vertrauen in ihn nachhaltig gestört. Trotz Marissas Bemühungen, es wieder gutzumachen, trennt sich Ryan von ihr, woraufhin sie dem Alkohol verfällt. Er verlässt am Ende des Schuljahres O.C. mit seiner Ex-Freundin Theresa, die schwanger ist – unklar ob von Ryan oder ihrem Ex-Verlobten Eddie. Auch Seth zieht es nun raus aus Orange County: Ohne sich von seinen Eltern und von Summer persönlich zu verabschieden, bricht er auf eine Segeltour mit seinem Boot auf.

### Staffel 2
Weil Theresa bemerkt, dass Ryan mit ihr und ohne seine neue Familie unglücklich ist, behauptet sie das Baby verloren zu haben, damit Ryan ohne ein schlechtes Gewissen zu haben nach Newport Beach zurückkehren kann. Ryan schafft es schließlich, Seth, der zu Luke nach Portland gesegelt ist, zu überreden, wieder nach Newport Beach zurückzukehren. Somit ziehen Seth und Ryan wieder in ihre gewohnte Umgebung. Summer ist jedoch immer noch wütend auf Seth und hat inzwischen einen neuen Freund: Dessen Name ist Zach und er ist, wie Seth, ein Comic-Fanatiker. Seth denkt, Zach sei nur eine bessere Form von ihm, da er zusätzlich zu seiner Vorliebe zu Comics auch noch Wasserball spielt und einen Vater hat, der Politiker ist.
Seth stürzt sich daraufhin in eine Beziehung mit der Clubbesitzerin Alex, welche jedoch bereits nach kurzer Zeit wieder in die Brüche geht, als Alex’ Ex-Freundin auftaucht. Marissa hat derweil eine heiße Affäre mit D. J., dem Gärtner ihrer Mutter. Nachdem dieser jedoch von Ryan Wind kriegt, der wieder in Marissas Umgebung ist und merkt, dass diese nur noch Augen für den ehemaligen Außenseiter hat, versucht er dies zwar zuerst zu übersehen und eine Beziehung weiterzuführen, trennt sich allerdings schließlich von ihr. Doch auch zwischen Ryan und Marissa ist nicht alles klar und daher verbringt Marissa nun viel Zeit mit Alex. Dabei verlieben sich die zwei ineinander. Seth bemerkt mittlerweile, dass er mit Summer nicht einfach nur befreundet sein kann. Das aber versuchte er zunächst, um sie nicht ganz zu verlieren. Doch dann fängt er an, um sie zu kämpfen. Auch von Rückschlägen ihrerseits lässt er sich nicht beirren und beweist ihr immer wieder seine Liebe.
Ryan verliebt sich in eine neue Schülerin in seiner Klasse, Lindsay Gardner. Nach einiger Zeit finden sie heraus, dass Lindsay ein uneheliches Kind vom mittlerweile mit Julie Cooper verheirateten Caleb Nichol ist. Nach einer Weile verlässt Lindsay mit ihrer Mutter Newport und zieht nach Chicago. Auch ihre Beziehung zu Ryan hält sie nicht in Newport, obwohl es ihr schwerfällt, ihn zu verlassen. Nun ist auch Ryan am Boden zerstört.
Zwischen Alex und Marissa läuft es nicht so gut, denn sie leben in zu unterschiedlichen Welten und Marissa wächst alles über den Kopf. Schlussendlich trennen sie sich friedlich und Alex verlässt Newport. Ryan und Marissa finden wieder zusammen und auch Summer kann nicht vor ihren Gefühlen davonlaufen und merkt, dass sie Seth immer noch liebt. Sie lässt Zach stehen und kehrt zu Seth zurück. Caleb will sich von Julie scheiden lassen, erleidet aber kurz vor Einreichung der Scheidung einen tödlichen Herzinfarkt. Während sich Julie von ihrem Ex-Mann Jimmy trösten lässt, ertränkt Kirsten ihre Trauer im Alkohol, woraufhin sie in eine Entzugsklinik eingeliefert wird.
Ryans Bruder Trey kommt aus dem Gefängnis und lebt nun auch in Newport. Er verliebt sich in Marissa, die jedoch nichts von ihm will, woraufhin Trey versucht sie zu vergewaltigen. Marissa und Trey versuchen diesen Vorfall vor Ryan geheim zu halten, um die Beziehung der Geschwister nicht zu zerstören. Als Ryan jedoch davon erfährt, fährt er sofort zu Treys Wohnung und beginnt eine Schlägerei mit ihm. Kurz bevor Trey es schafft, Ryan zu erschlagen, taucht Marissa auf und schießt Trey mit seiner Pistole in den Rücken. Kurz darauf tauchen Seth und Summer auf.

### Staffel 3
Es beginnt das letzte Jahr auf der High-School für alle. Trey verschwindet, nachdem er aus dem Koma erwacht ist, wieder und Kirsten ist weiter in der Entzugsklinik. Ryan, Seth, Marissa und Summer verschicken ihre Bewerbungen an die Universitäten.
Nachdem Marissa wegen der Schießerei von der High-School verwiesen worden ist, muss sie die öffentliche High-School besuchen, wo sie auch schnell Freunde findet, darunter Johnny, der sich in sie verliebt und es ihr schließlich gesteht.
Julie Cooper sucht, nachdem sie Witwe geworden ist, Trost bei Jimmy. Dieser hält daraufhin um ihre Hand an, weil er denkt, dass Julie viel Geld von Caleb erbt, was sich aber als falsch herausstellt, da Caleb pleite war. Nachdem die Geldeintreiber Jimmy übel zugerichtet haben, beschließt er, Newport zu verlassen. Marissa bemerkt es, kann es aber verstehen, bittet ihren Vater jedoch, nie wieder zurückzukommen. Julie muss jetzt, da sie pleite ist, in einem Wohnwagen leben, verschweigt es jedoch vor Kirsten und Marissa, die vorübergehend bei Summer wohnt. Als Kirsten Julies Lage erkennt, bietet sie ihr an, gemeinsam ein Unternehmen zu gründen. Die beiden gründen daraufhin eine Partnervermittlungsagentur, um die Reichen und Schönen aus Newport zusammenzubringen. Einer ihrer ersten Kunden ist Summers Vater, Dr. Neil Roberts. Er und Julie kommen sich näher und werden ein Paar. Summer ist zunächst nicht begeistert, freundet sich aber schnell mit der Idee an, da Marissa für sie ohnehin schon wie eine Schwester ist und sie ihren Vater glücklich sehen will. Schließlich hält Summers Vater um Julies Hand an.
Währenddessen kehrt Marissas Schwester Kaitlin unangekündigt aus dem Internat zurück und zeigt ihr großes Interesse an Johnny, doch erkennt, dass dieser nur Augen für Marissa hat. Nachdem sich Marissa für Ryan entschieden hat, betrinkt Johnny sich aus Verzweiflung mit Kaitlin und die beiden klettern auf einen Felsen. Kaitlin ruft Ryan und Marissa zur Hilfe, doch sie kommen zu spät und sehen nur noch, wie Johnny ausrutscht und in die Tiefe fällt. Er kommt ins Krankenhaus, wo er jedoch wenig später seinen schweren Verletzungen erliegt. Daraufhin kommt Johnnys Cousine Sadie nach Newport, um Johnnys Mutter zu helfen. Ryan hilft Sadie das Haus zu renovieren, wobei sich die beiden näherkommen. Er trennt sich von Marissa, welche daraufhin eine von Alkohol und anderen Drogen geprägte Beziehung mit dem Exfeind von Johnny, Kevin Volchok, beginnt. Marissa und Ryan werden an der University of California at Berkeley aufgenommen. Ryan plant seine Zukunft mit Sadie, während sich Marissa unschlüssig ist, ob sie überhaupt studieren möchte. Letztendlich verlässt Sadie Ryan, was ihn sehr trifft.
Anfangs scheint es so, als ob sich Seth zwischen Summer und der Brown University entscheiden müsse. Summer bewirbt sich daraufhin auch dort und wird aufgenommen, Seth allerdings nicht, da er auf Grund von Marihuanarauchens sein Gespräch verpasst hatte. Er trennt sich von Summer, damit sie nicht auf ihr Studium verzichtet. Dennoch fliegt er zum Treffen der zukünftigen Brown-Studenten, um vielleicht doch aufgenommen zu werden. Auf dem Campus trifft er auf Anna, die ebenfalls in Brown aufgenommen wurde. Nachdem er ihr sein Problem erklärt hat, verspricht sie, zu helfen. Als Summer die beiden jedoch zusammen auf dem Campus sieht, denkt sie, Seth hätte sich von ihr getrennt, um mit Anna zusammen zu sein. Seth wird, trotz aller Bemühungen, nicht aufgenommen. Auf Annas Verlangen hin bewirbt er sich an der Rhode Island School of Design mit seinem im vorherigen Jahr zusammen mit Zach veröffentlichten Comic „Atomic County“. Zurück in Newport redet Summer immer noch nicht mit Seth, selbst Anna kann sie nicht überzeugen. Am Abend des Abschlussballs sagt Seth schließlich Summer die Wahrheit. Später erhält er die Bestätigung, dass er an der Rhode Island School of Design studieren kann.
Sandy und Kirsten Cohen haben weiterhin Probleme in ihrer Ehe. Die beiden entscheiden sich, die Newport Group zu verkaufen. Allerdings entscheidet sich Sandy letztlich anders. Kirsten und Seth gefällt der Wandel von Sandy, um Kunden zu gewinnen, gar nicht. Als Sandy schließlich vor die Wahl gestellt wird, ob er gegen den Leiter des zukünftigen Krankenhauses aussagen oder schweigen soll, was Kirsten und seiner Familie schaden würde, entscheidet er sich schließlich, aus dem Immobiliengeschäft auszusteigen und wieder Anwalt zu werden.
Seth nimmt sich bei einem Besuch in der Newport Group Zeit, einen Joint zu rauchen, der im nach hinein ein Feuer verursacht, weswegen einige Büros in der Newport Group abbrennen. Seth wird verhaftet und gesteht Sandy schließlich, dass das Feuer seine Schuld war. Sandy vergibt ihm aber, da er sich selbst Vorwürfe macht, weil er sich wenig um seinen Sohn gekümmert hat.
Kirsten sieht Theresa auf dem Flughafen mit ihrem Baby, was sie Ryan erzählt, welcher daraufhin zu Theresa aufbricht. Theresa erzählt ihm von einem Vaterschaftstest, welcher beweist, dass das Baby von Eddie ist. Sie arbeitet mittlerweile und zieht das Kind alleine groß.
Auf dem Abschlussball betrügt Kevin Marissa, daraufhin verlässt die den Ball. Bevor Kevin den Ball verlässt, stiehlt er Geld aus Taylor Townsends Handtasche, einer guten Freundin der vier, dies bemerkt Ryan und es kommt zu einem Kampf zwischen den beiden. Ryan verletzt Kevin, sodass dieser in die Notaufnahme muss. Kevin droht Ryan dort, zur Polizei zu gehen, wenn er ihm nicht bei einem Einbruch hilft. Die beiden brechen daraufhin in ein Haus ein und Kevin klaut die Luxuslimousine der Besitzer. Ryan bittet Marissa darum, dass sie ihm ein Alibi gibt. Kevin wird beinahe von der Polizei erwischt und möchte nach Mexiko fliehen, deshalb erpresst er weiter Geld von Ryan.
Marissa beschließt mit ihrem Vater, nachdem er es ihr vorgeschlagen hat, ein Jahr lang auf einer Yacht zu arbeiten und nicht die Universität zu besuchen. Alle akzeptieren ihre Entscheidung. Julie gibt ihr als Abschieds- bzw. Schulabschlussgeschenk eine teure Perlenkette. Marissa findet außerdem die Wahrheit über die Angelegenheit zwischen Kevin und Ryan heraus, weswegen sie die Perlenkette verkauft und das Geld Ryan gibt, damit er dies Kevin geben kann, um in Ruhe gelassen zu werden. Kevin allerdings will mit der im Auto wartenden Marissa reden, dies verweigert Ryan aber. Schließlich fahren er und Marissa im Auto davon. Ryan, Seth, Summer und Marissa feiern am nächsten Tag ihre private Abschlussfeier. Ryan fährt Marissa anschließend zum Flughafen. Dabei werden die beiden vom angetrunkenen Kevin verfolgt, der die beiden zum Anhalten bringen will und sie mehrere Male rammt. Ryan verliert die Kontrolle und der Wagen überschlägt sich. Ryan ist nur leicht verletzt und kann sich befreien, Marissa allerdings verletzt sich schwer. Er bringt sie in Sicherheit und will Hilfe holen, aber Marissa bittet ihn zu bleiben. Schließlich stirbt sie in seinen Armen.

### Staffel 4
Nach Marissas Tod verlässt Ryan das Haus der Cohens und lässt sich auf einen illegalen Boxring ein, um „sich zu spüren“. Summer besucht die Brown-Universität und beteiligt sich dort an Umweltaktivitäten und Demonstrationen, während sie Anrufe Seths vermeidet. Seth wohnt noch in Newport und arbeitet in einem Comic-Shop. Marissas jüngere Schwester Kaitlin kommt aus dem Internat zurück, um ihre Mutter nach dem Tod von Marissa zu unterstützen. Die Beziehung von Julie und Neil Roberts scheitert. Neil kommt seiner Ex-Frau Gloria wieder näher und verlässt Newport schließlich, um einen Job in Seattle anzunehmen.
Ryan sucht mit Hilfe von Julie nach Kevin, dieser stellt sich jedoch mittlerweile Sandy, der ihm verspricht, ihm zu helfen. Ryan erfährt davon und Sandy bringt ihn zu dem Apartment in dem Kevin untergebracht ist. Ryan schlägt mehrfach auf ihn ein, erkennt jedoch, dass Kevin selber sehr darunter leidet was passiert ist und schließt mit der Sache ab. (Über die Sache hinweg kommt er allerdings erst später.) Kevin kommt ins Gefängnis. Summer wird später von der Brown suspendiert, da Che, ein vermeintlicher Freund, sie nach ihrer Verhaftung (sie hat Kaninchen aus einem Tierlabor befreit) all ihrer Umweltaktionen bezichtigt.
Taylor hat unterdessen in Paris geheiratet, was sie aber zunächst allen verheimlicht. Sie will sich scheiden lassen, was aber nur möglich ist, wenn sie untreu wäre. Daher bittet sie Ryan um Hilfe, welcher nach anfänglichem Zögern zustimmt. Aufgrund seiner Hilfe verliebt Taylor sich in Ryan, welcher zwar auch Gefühle hat, diese aber nicht zugeben will, da er immer noch an Marissa hängt. Auf einer Party jedoch stehen beide zu ihren Gefühlen und beginnen eine Beziehung. Diese hält jedoch nicht sehr lange, da Taylor Zeit für sich haben möchte, des Weiteren taucht ihr Ex-Mann auf, der sie zurückhaben möchte. Dadurch merkt Ryan, dass er und Taylor eigentlich nichts gemeinsam haben. Trotzdem finden die beiden wieder zusammen und Taylor steht Ryan auch bei, als sein Vater Frank aus dem Gefängnis kommt und Kontakt zu seinem Sohn sucht.
Kirsten und Julie haben mittlerweile großen Erfolg mit ihrer Datingagentur. Jedoch vermittelt Julie hinter Kirstens Rücken einigen Kundinnen junge Kerle die mit ihnen Sex für Geld haben. Gordon Bullit ist nun stiller Teilhaber und durch ihn bekommt Frank Atwood auch einen Job. Bullit möchte mithilfe von Kaitlin Julie für ein Date und eine Beziehung begeistern. Julie hingegen entwickelt Gefühle für Frank und als es zu einer Entscheidung zwischen beiden kommt, wählt sie Frank.
Unterdessen macht Seth Summer einen Heiratsantrag, da sie denkt, sie wäre schwanger. Als sich dies aber nicht bestätigt, möchten beide eigentlich nicht mehr heiraten, was sie aber voreinander verheimlichen. Seth weiß währenddessen nicht, was er aus seinem Leben machen soll, weswegen er in eine tiefe Krise gerät.
Kirsten fühlt sich nicht sehr wohl und sucht an ihrem 40. Geburtstag einen Arzt auf, der ihr mitteilt, dass sie schwanger ist. Nach einem kurzen Schock gesteht Kirsten dem Rest der Familie, dass sie schwanger ist und diese freuen sich alle über den Nachwuchs.
In der vorletzten Folge wird Newport von einem Erdbeben heimgesucht. Infolgedessen werden Julie und Kaitlin in einem Eiscafé eingeschlossen und von Frank gefunden. Summer und Seth entgehen nur knapp einem Autounfall. Kirsten und Sandy befinden sich im Einkaufszentrum und Sandy hilft mit, eine Massenpanik zu verhindern. Bei einem Nachbeben stürzt die schwangere Kirsten, aber dem Baby passiert nichts. Ryan wird bei dem Versuch, Taylor vor einem umfallenden Schrank zu retten, schwer verletzt.
Am Ende treffen sich alle im Krankenhaus. Es stellt sich auch heraus, dass das Haus der Cohens durch das Beben so stark zerstört wurde, dass es nicht mehr bewohnbar ist.
Es folgt ein kleiner Zeitsprung von 5 bis 6 Monaten. Die Cohens leben bei den Coopers, wo sich herausstellt, dass nicht nur Kirsten, sondern auch Julie schwanger ist. Summer und Seth hingegen wissen nichts mit ihrem Leben anzufangen. Kurz darauf wird Summer von George angesprochen, welches eine Organisation für Umweltschutz ist, und die Summer gerne bei sich hätten. Taylor und Ryan haben sich, weil Taylor in Paris studiert, getrennt. Frank und Julie haben sich getrennt, da er mit Julies Schwangerschaft überfordert war. Bullit war für sie da und wollte sie heiraten, obwohl das Baby nicht von ihm ist. Da die Cohens kein neues passendes Haus finden und sie nicht mehr in Newport leben möchten, fahren Ryan und Seth nach Berkeley um ihr altes Haus zurückzukaufen. Zunächst ist das Paar, welches darin wohnt, dagegen, als jedoch auch Sandy und Kirsten kommen, bei Kirsten die Wehen einsetzen und Julie ihre Hochzeit mit Bullit nach Berkeley verschiebt, verkaufen die beiden das Haus doch wieder an die Cohens. Frank versucht, die Hochzeit von Julie und Bullit im letzten Moment zu verhindern, woraufhin Julie sich entschließt, weder Frank noch Bullit zu heiraten, sondern sich erstmal um sich und Kaitilin zu kümmern.
Summer entschließt sich, nach Seths Aufforderung, ein Jahr mit George unterwegs zu sein, während Seth sein Studium in Rhode Island aufnehmen will. Ryan und Taylor verbringen ihre Fahrt nach Paris gemeinsam.
Es folgt ein weiterer Zeitsprung von mehreren Jahren. Man sieht wie das weitere Leben der Hauptcharaktere verläuft: Ryan befindet sich auf dem Campus der Berkeley University; Summer protestiert gegen Atomkraft; Seth betrachtet in seinem neuen Zimmer ein Bild von Summer; Sandy unterrichtet nun Jura an der Berkeley University; Julie Cooper holt ihren Schulabschluss nach, während Kaitlin, Bullit und Frank Atwood zusammen mit dem Sohn von Frank und Julie im Publikum sitzen; Seth heiratet Summer, Ryan ist Trauzeuge und Taylor ist Brautjungfer, wobei man sieht, dass die beiden nach wie vor Gefühle füreinander haben. Unter den Gästen sieht man Sandy, Kirsten und ihre Tochter Sophie Rose Cohen. Die letzte Szene der Episode endet, indem Ryan von einer Baustelle – seine neue Arbeitsstelle als Architekt – kommt und in der Nähe seines Wagens einen Jungen mit seinem Fahrrad sieht, der nicht sehr glücklich zu sein scheint und vielleicht Hilfe gebrauchen könnte. Dies erinnert ihn an die Situation damals, als er Sandy begegnet ist und ihm dieser zu einem besseren Leben verholfen hat. Nachdem er kurz überlegt, fragt er ihn, ob er Hilfe bräuchte.

### Specials
Die einzigen Specials von O.C., California wurden in den USA vor der zweiten Staffel gesendet: The O.C. – Obsess Completely am 16. September, sowie Welcome to The O.C. – A Day in the Life am 23. September 2004. Sie geben Einblick hinter die Kulissen und enthalten Interviews mit den Darstellern und Produzenten der Serie. Ebenso sind auf allen DVD-Staffeln Extras dabei, wie zum Beispiel „Making of“ und Musikvideos, insbesondere von Indie- und Alternative-Bands wie Death Cab for Cutie, Rooney, Phantom Planet, The Killers und The Thrills. „Phantom Planet“ spielt auch die Titelmusik der Serie.

## Besetzung

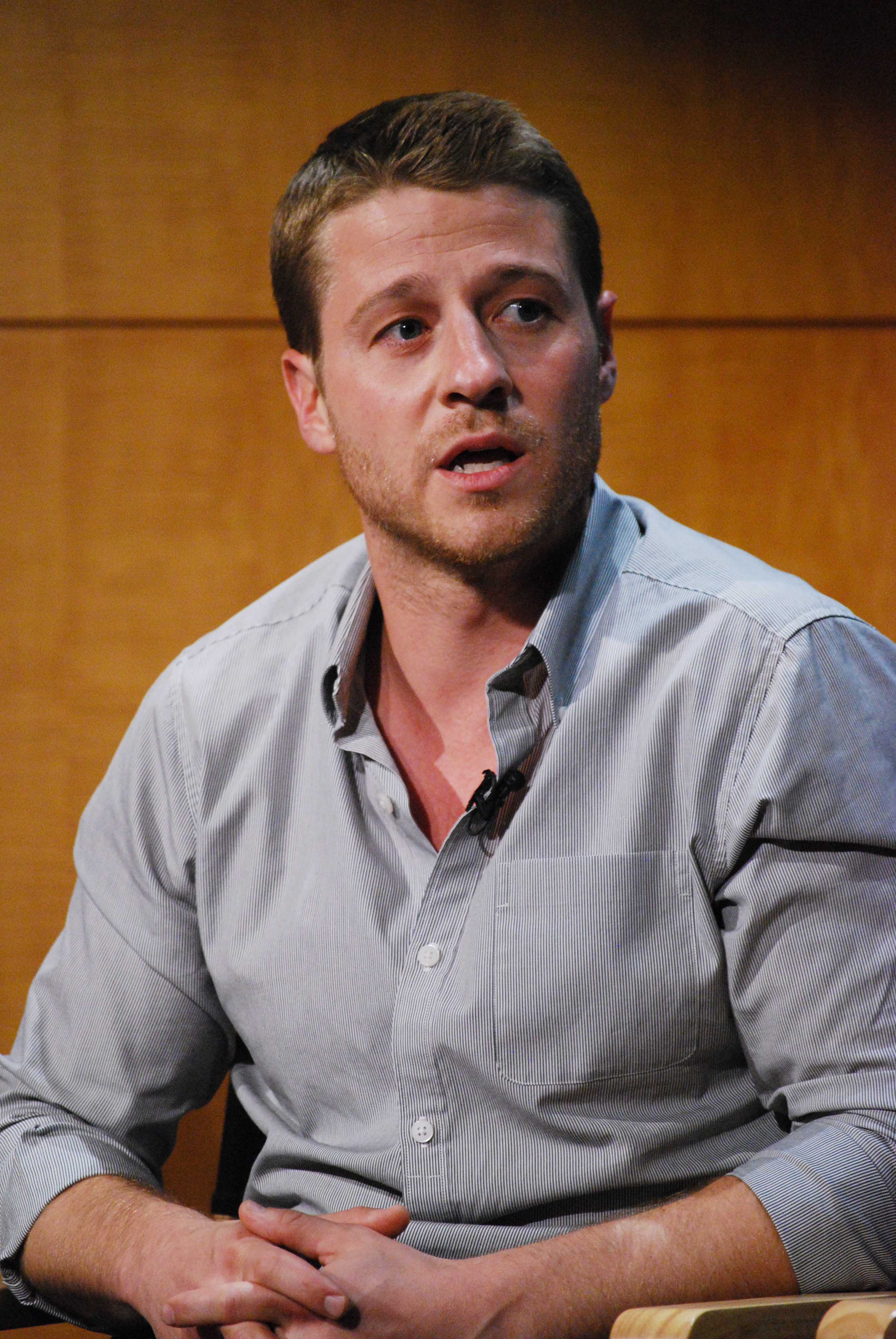
Benjamin McKenzie spielte Ryan Francis Atwood
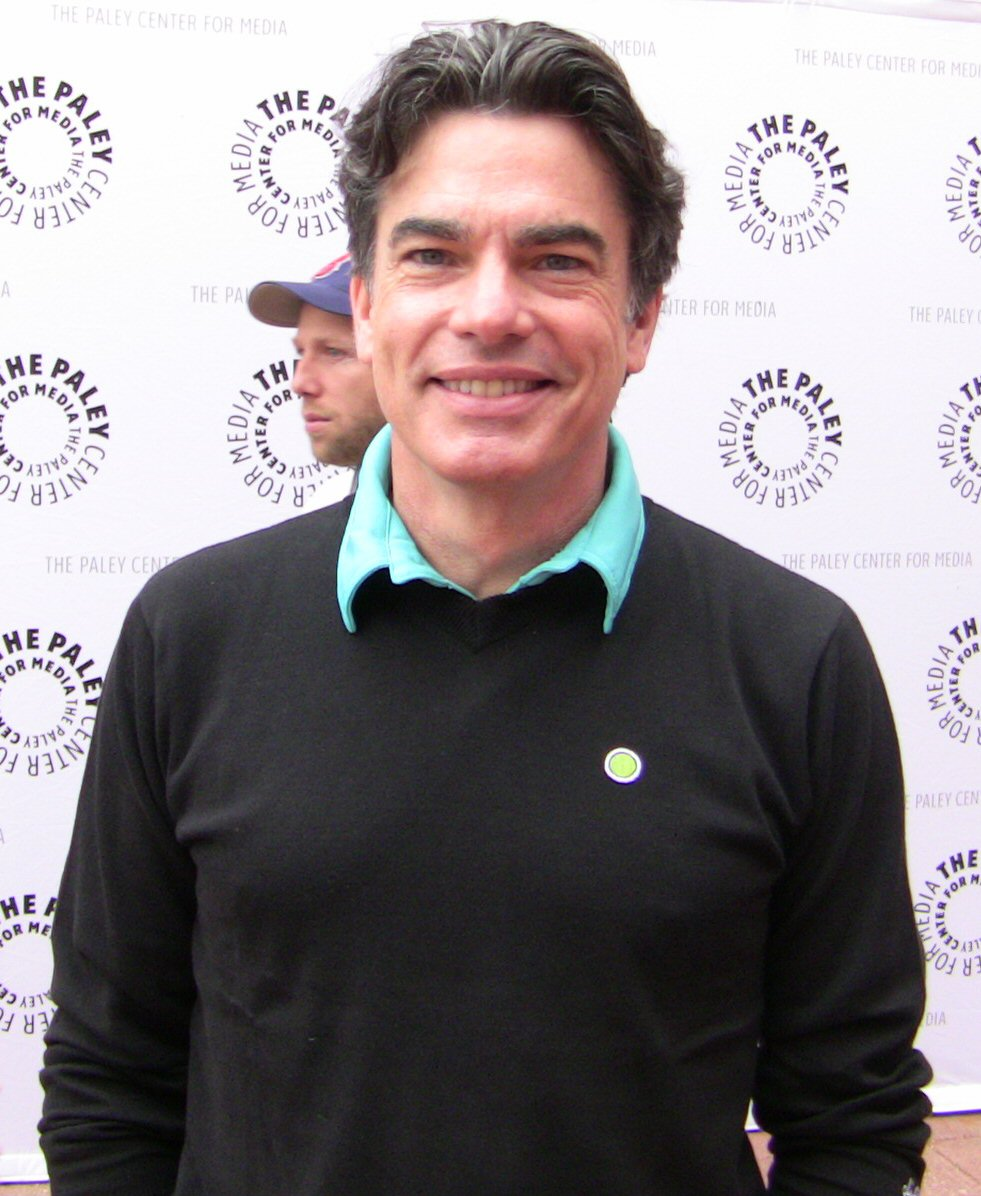
Peter Gallagher spielte Sandford „Sandy“ Cohen
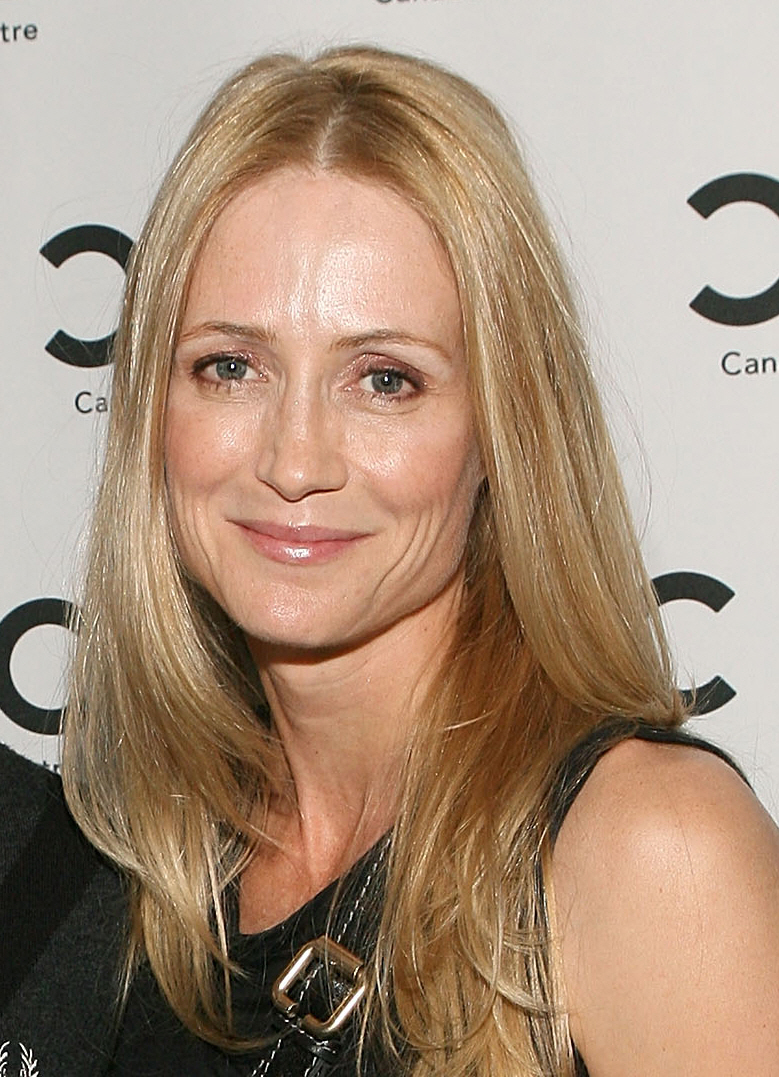
Kelly Rowan spielte Kirsten Cohen
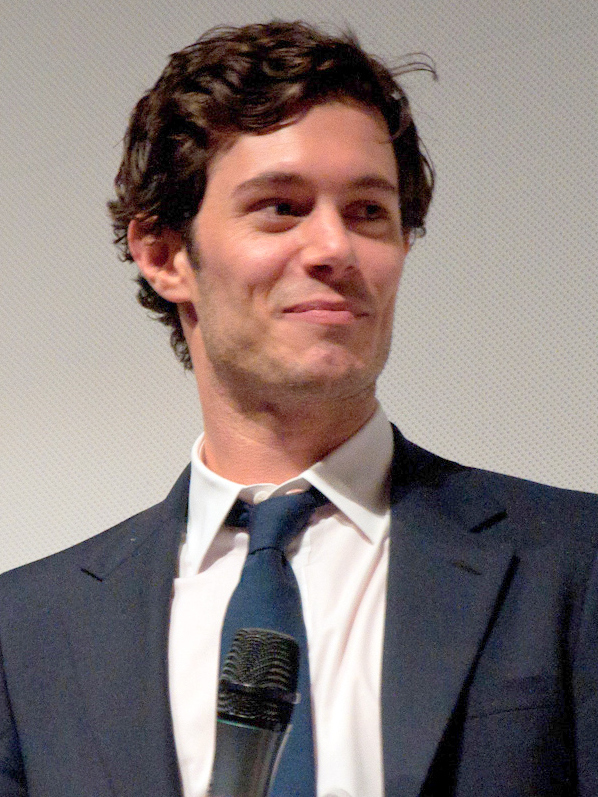
Adam Brody spielte Seth Cohen
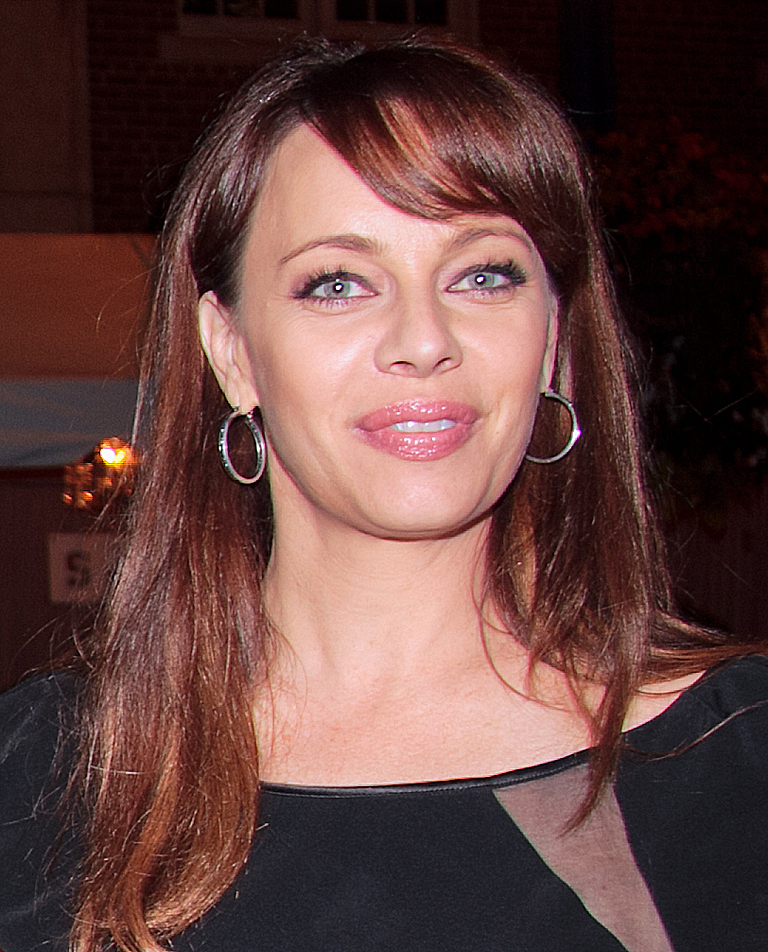
Melinda Clarke spielte Julie Cooper
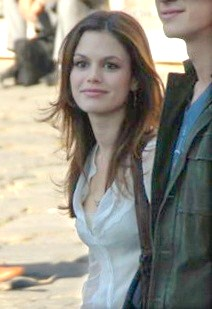
Rachel Bilson spielte Summer Roberts
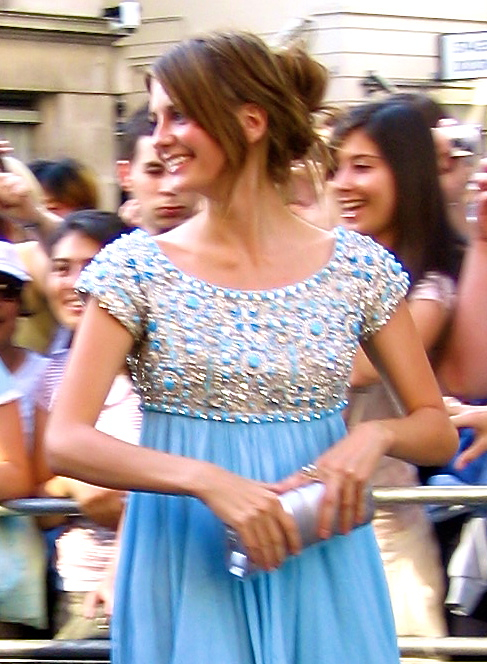
Mischa Barton spielte Marissa Cooper
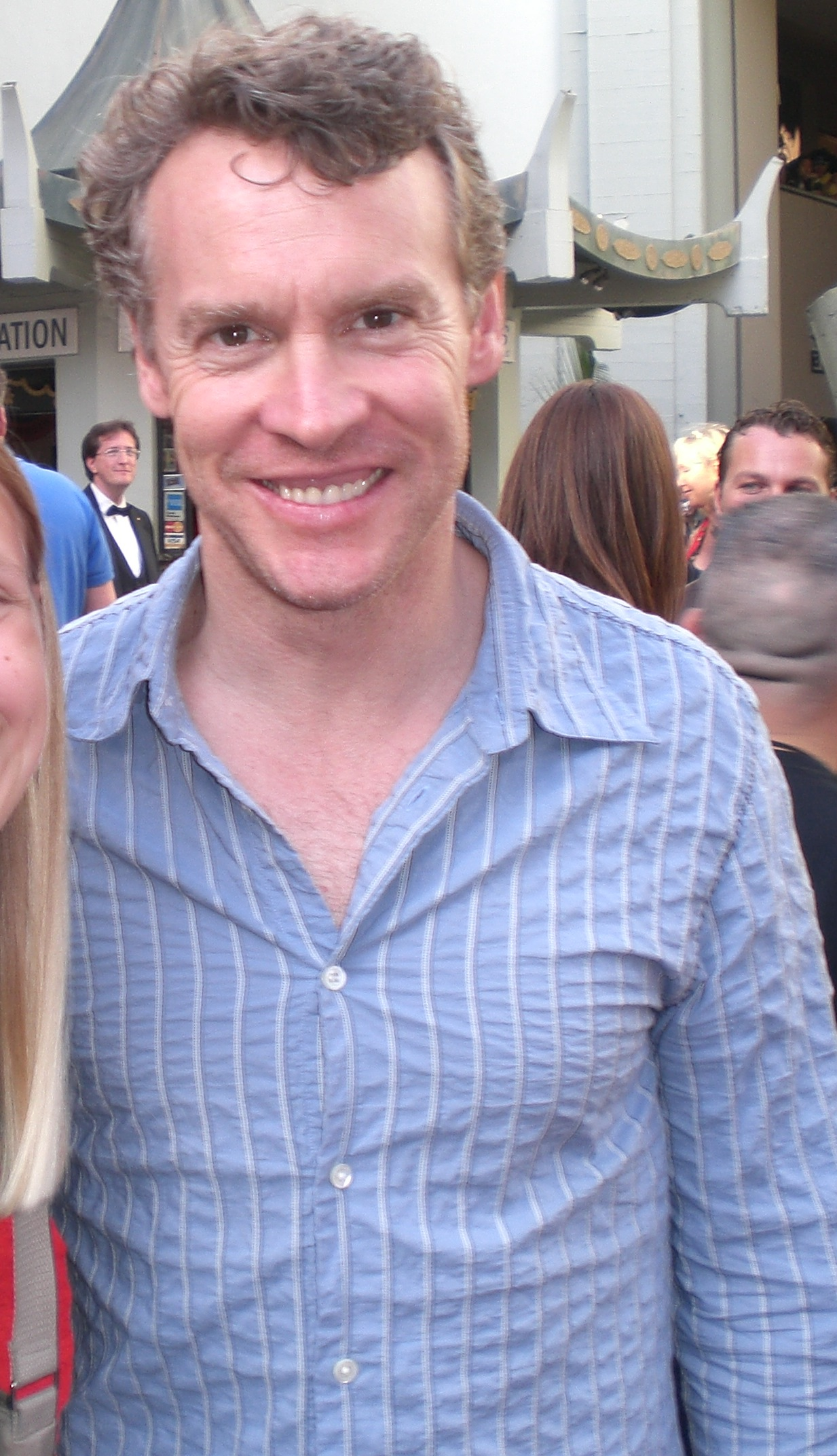
Tate Donovan spielte James „Jimmy“ Cooper
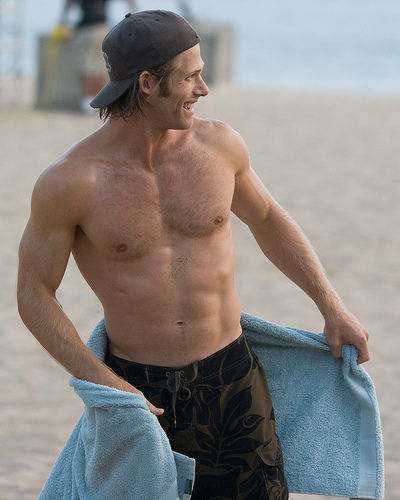
Chris Carmack spielte Luke Ward
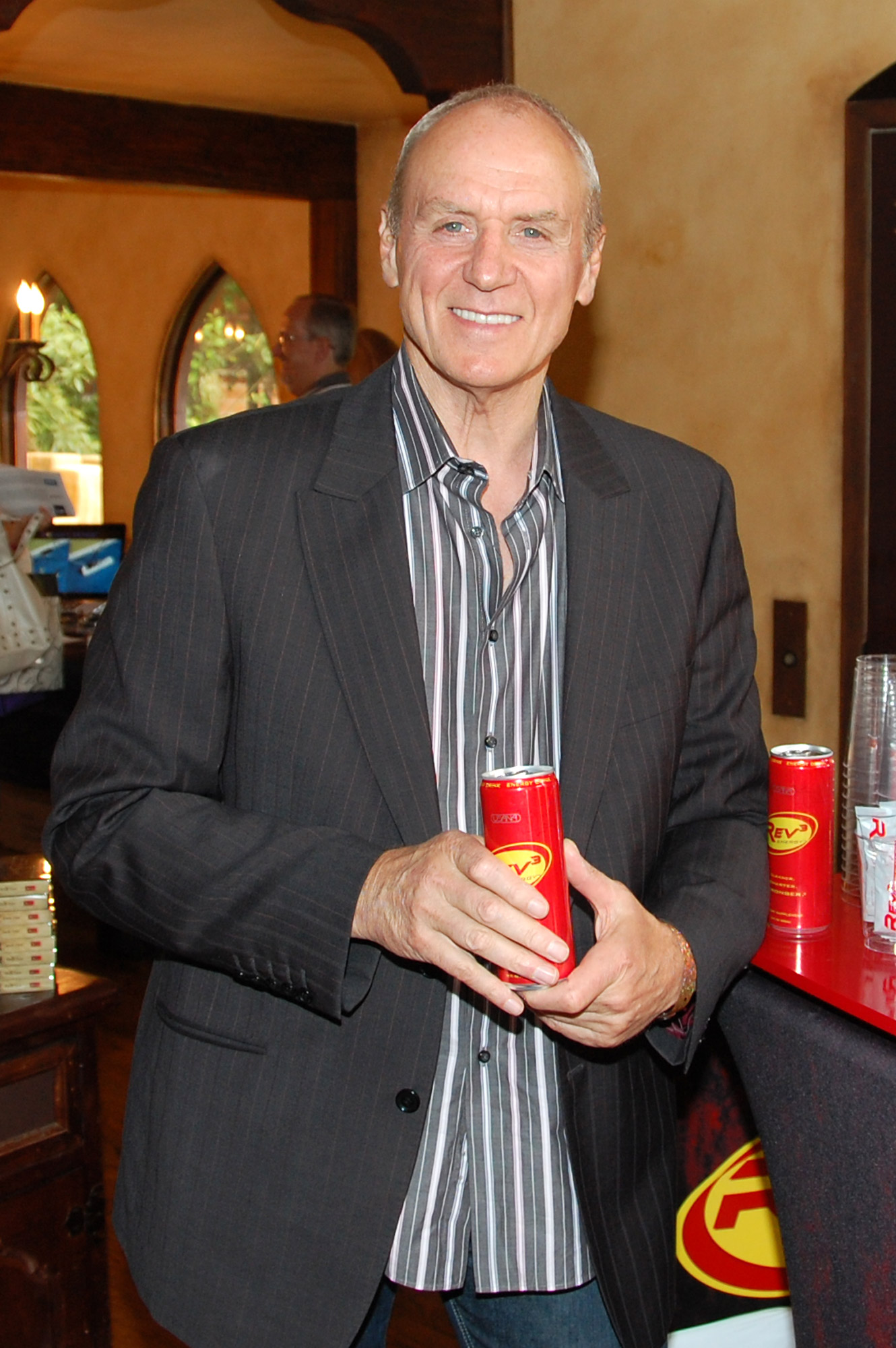
Alan Dale spielte Caleb Nichol
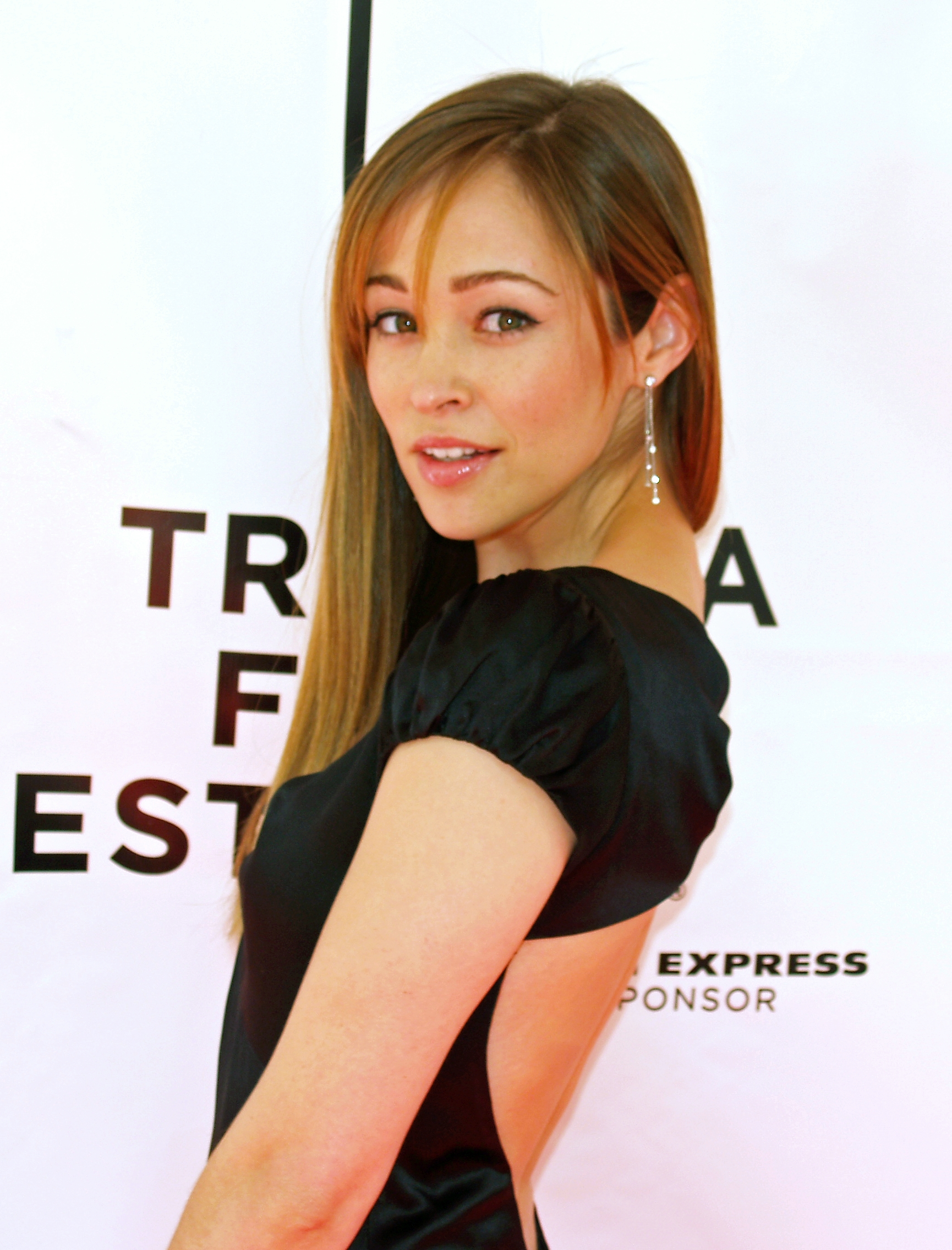
Autumn Reeser spielte Taylor Townsend
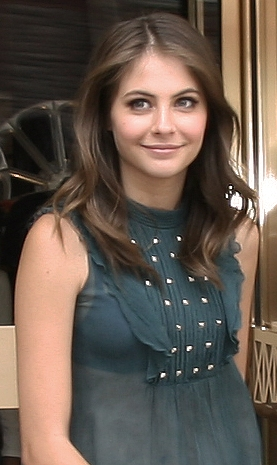
Willa Holland spielte Kaitlin Cooper

Die Serie wurde bei der Cinephon in Berlin vertont. Erik Paulsen schrieb zusammen mit Eva Schaaf die Dialogbücher und führte zusammen mit Björn Schalla die Dialogregie.
| Figur                  | Darsteller        | Deutscher Sprecher    | Hauptrolle (Folge) | Gastrolle (Folge) |
| ---------------------- | ----------------- | --------------------- | ------------------ | ----------------- |
| Sandford „Sandy“ Cohen | Peter Gallagher   | Peter Reinhardt       | 1.01–4.16          |                   |
| Kirsten Cohen          | Kelly Rowan       | Andrea Kathrin Loewig | 1.01–4.16          |                   |
| Ryan Francis Atwood    | Benjamin McKenzie | Tommy Morgenstern     | 1.01–4.16          |                   |
| Seth Ezekiel Cohen     | Adam Brody        | Benedikt Gutjan       | 1.01–4.16          |                   |
| Marissa Cooper         | Mischa Barton     | Maria Koschny         | 1.01–3.25          |                   |
| James „Jimmy“ Cooper   | Tate Donovan      | Peter Flechtner       | 1.01–2.07          | 2.24–3.03, 4.07   |
| Luke Ward              | Chris Carmack     | Björn Schalla         | 1.02–1.24          | 1.01, 2.01        |
| Julie Cooper           | Melinda Clarke    | Sabine Arnhold        | 1.14–4.16          | 1.01–1.13         |
| Summer Roberts         | Rachel Bilson     | Bianca Krahl          | 1.14–4.16          | 1.01–1.13         |
| Caleb Nichol           | Alan Dale         | Thomas Kästner        | 2.01–2.23          | 1.06–1.27         |
| Taylor Townsend        | Autumn Reeser     | Luise Helm            | 4.01–4.16          | 3.02–3.25         |
| Kaitlin Cooper         | Shailene Woodley  | Julia Meynen          |                    | 1.01–1.27         |
| Kaitlin Cooper         | Willa Holland     | Julia Meynen          | 4.01–4.16          | 3.12–3.25         |

| Figur                     | Darsteller                           | Deutscher Sprecher                 | Staffel |
| ------------------------- | ------------------------------------ | ---------------------------------- | ------- |
| Dr. Neil Roberts          | Michael Nouri                        | Frank Glaubrecht                   | 1–4     |
| Trey Atwood               | Bradley Stryker Logan Marshall-Green | Michael Deffert Dennis Schmidt-Foß | 1 2–3   |
| Theresa Diaz              | Navi Rawat                           | Tanja Geke                         | 1–3     |
| Dr. Kim                   | Rosalind Chao                        | Iris Artajo                        | 1, 3–4  |
| Eddie                     | Eric Balfour                         | Tobias Kluckert                    | 1–2     |
| Sophie Cohen              | Linda Lavin                          | Anne Wollner                       | 1–2     |
| Carson Ward               | Brian McNamara                       | Stephan Rabow                      | 1–2     |
| Hailey Nichol             | Amanda Righetti                      | Victoria Sturm                     | 1–2     |
| Dawn Atwood               | Daphne Ashbrook                      | Judith Brandt                      | 1, 3    |
| Anna Stern                | Samaire Armstrong                    | Marie Bierstedt                    | 1, 3    |
| Holly Fisher              | Ashley Hartman                       | Susanne Geier                      | 1, 4    |
| Rachel Hoffman            | Bonnie Somerville                    | Ulrike Stürzbecher                 | 1       |
| Oliver Trask              | Taylor Handley                       | Tobias Müller                      | 1       |
| Jess Sathers              | Nikki Griffin                        | Tanya Kahana                       | 2–3     |
| Zach Stephens             | Michael Cassidy                      | Ozan Ünal                          | 2       |
| D. J.                     | Nicholas Gonzalez                    | Daniel Fehlow                      | 2       |
| Alex Kelly                | Olivia Wilde                         | Anja Stadlober                     | 2       |
| Lindsay Wheeler-Gardner   | Shannon Lucio                        | Julia Kaufmann                     | 2       |
| Renee Wheeler             | Kathleen York                        | Christin Marquitan                 | 2       |
| Rebecca Bloom             | Kim Delaney                          | Heidrun Bartholomäus               | 2       |
| Carter Buckley            | Billy Campbell                       | Viktor Neumann                     | 2       |
| Reed Carlson              | Marguerite Moreau                    | Ghada Al-Akel                      | 2       |
| Lance Baldwin             | Johnny Messner                       | Thomas Nero Wolff                  | 2       |
| Veronica Townsend         | Paula Trickey                        | Katrin Zimmermann                  | 3–4     |
| Kevin Volchok             | Cam Gigandet                         | Sebastian Schulz                   | 3–4     |
| Charlotte Morgan          | Jeri Ryan                            | Anke Reitzenstein                  | 3       |
| Jack Hess                 | Eric Mabius                          | Matthias Hinze                     | 3       |
| Matt Ramsey               | Jeff Hephner                         | Timmo Niesner                      | 3       |
| Johnny Harper             | Ryan Donowho                         | Julien Haggège                     | 3       |
| Dennis „Chili“ Childress  | Johnny Lewis                         | Marius Clarén                      | 3       |
| Casey                     | Kayla Ewell                          | Dascha Lehmann                     | 3       |
| Maya Griffin              | Morena Baccarin                      | Melanie Hinze                      | 3       |
| Sadie Campbell            | Nikki Reed                           | Ilona Brokowski                    | 3       |
| Justin                    | Jackson Rathbone                     | Fabian Hollwitz                    | 3       |
| Winchester „Che“ Cook     | Chris Pratt                          | Wanja Gerick                       | 4       |
| Frank Atwood              | Kevin Sorbo                          | Torsten Michaelis                  | 4       |
| Gordon Bullit             | Gary Grubbs                          | Hans-Werner Bussinger              | 4       |
| Spencer Bullit            | Brandon Quinn                        | Marius Clarén                      | 4       |
| Brad Ward                 | Wayne Dalglish                       | Tino Hillebrand                    | 4       |
| Eric Ward                 | Corey Price                          | Till Völger                        | 4       |
| Henri-Michel de Momourant | Henri Lubatti                        | Robert Missler                     | 4       |
| Will Tutt                 | Chris Brown                          | Patrick Schröder                   | 4       |
| Tom                       | Curtis Mark Williams                 | Steffan Drotleff                   | 4       |

## Veröffentlichung
| Datum                   | Zuschauer | Zuschauer | Marktanteil | Marktanteil |
| Datum                   | Ges.      | 14–49 J.  | Ges.        | 14–49 J.    |
| ----------------------- | --------- | --------- | ----------- | ----------- |
| 19. Jan. 2005 (Ep. 1-1) | 1,44 Mio. |           | 4,4 %       | 8,4 %       |
| 23. Feb. 2005           | 1,29 Mio. |           | 3,8 %       |             |
| 2. März 2005            | 1,44 Mio. | 1,26 Mio. | 4,3 %       | 8,8 %       |
| 4. Mai 2005             |           | 0,99 Mio. |             |             |
| 6. Juli 2005 (Ep. 2-1)  | 1,60 Mio. | 1,38 Mio. | 5,5 %       | 11,1 %      |
| 13. Juli 2005           | 1,51 Mio. | 1,22 Mio. | 6,2 %       | 12,0 %      |
| 10. Aug. 2005           | 1,23 Mio. | 1,00 Mio. | 4,4 %       | 8,6 %       |

Die erste Staffel von O.C., California war zeitweise die meistverkaufte Serien-DVD in Deutschland. Dennoch waren die Einschaltquoten bei der, von Kritikern gelobten, ersten Staffel nie sonderlich hoch. Zu Beginn der zweiten Staffel sanken die Quoten international, was Kritiker auf die arg konstruiert wirkende Story zurückführten. ProSieben nahm O.C., California nach zwei Staffeln vorzeitig aus dem Abendprogramm und sendete ab 2006 am Samstagnachmittag und hoffte neben dem schwächelnden Quotenhit Smallville bestehen zu können. Auf dem neuen Sendeplatz konnte die Serie nun etwas bessere Marktanteile erzielen.

### Erste Staffel
Die Erstausstrahlung der ersten Staffel war vom 5. August 2003 bis zum 5. Mai 2004 auf dem US-amerikanischen Sender FOX zu sehen. Die deutschsprachige Erstausstrahlung sendete der österreichische Sender ORF 1 ab dem 2. Oktober 2004. Die deutsche Erstausstrahlung sendete ProSieben vom 19. Januar bis zum 29. Juni 2005. Die Ergebnisse der Ausstrahlung blieb deutlich hinter den Erwartungen zurück.

### Zweite Staffel
Die zweite Staffel war vom 4. November 2004 bis zum 19. Mai 2005 auf dem US-amerikanischen Sender FOX zu sehen. Die deutschsprachige Erstausstrahlung sendete der österreichische Sender ORF 1. Die deutsche Erstausstrahlung sendete ProSieben vom 6. Juli bis zum 7. Dezember 2005. Hervorzuheben ist der Marktanteil von 29,1 Prozent in der Gruppe der 14- bis 29-Jährigen, die die erste Folge sahen.

### Dritte Staffel
Vom 8. September 2005 bis zum 18. Mai 2006 wurde die dritte Staffel ausgestrahlt. Die deutschsprachige Erstausstrahlung begann der österreichische Sender ORF 1 am 25. Mai 2006. Nach zwei ausgestrahlten Folgen übernahm der Sender ProSieben mit der dritten Episode am 17. Juni 2006 bis zum 14. Oktober 2006 die deutschsprachige Erstausstrahlung.

### Vierte Staffel
In den USA startete die 4. Staffel am 2. November 2006. Aufgrund sinkender Zuschauerzahlen wurden von FOX vorerst nur 16 Folgen geordert, mit der Option auf zusätzliche Folgen, je nach Erfolg der neuen Episoden. Allerdings setzten sich die schlechten Quoten fort, trotz kurzfristigen Sendeplatzwechsels, weshalb FOX am 3. Januar bekannt gab, die Serie nach Ausstrahlung der sechzehnten und gleichzeitig letzten Folge der vierten Staffel am 22. Februar 2007 abzusetzen. Einer der Hauptgründe für die sinkenden Einschaltquoten war die Tatsache, dass Marissa Cooper (Mischa Barton) in der 4. Staffel nicht mehr mitspielte. Dies führte so weit, dass OC-Fans in Amerika einen „Save Marissa Day“ organisierten, womit sie gegen den Tod von Marissa protestierten. Die deutschsprachige Erstausstrahlung sendete der deutsche Sender ProSieben vom 17. Juni bis zum 30. September 2007. Die deutsche Erstausstrahlung in Österreich sendete der Sender ORF 1 vom 23. Juni 2007 bis zum 6. Oktober 2007.

### DVDs
In den USA ist die erste Staffel seit April 2005 auf Englisch erhältlich, die zweite Staffel seit September 2005. Die dritte Staffel erschien am 24. Oktober 2006. Im deutschsprachigen Raum sind die DVDs der ersten und zweiten Staffel im Juni 2005 bzw. im Januar 2006 erschienen und enthalten neben allen Folgen auch eine DVD mit Specials. Die dritte Staffel erschien am 1. Dezember 2006, die vierte Staffel wurde in den USA am 22. Mai 2007 auf DVD veröffentlicht. Neben den 16 Folgen sind Behind-the-Scenes-Dokus, ein Gag Reel und Deleted Scenes enthalten. Die vierte Staffel sowie eine Komplettbox aller Staffeln wurden am 23. November 2007 in Deutschland veröffentlicht.
Alle Staffeln sind ab 12 Jahren freigegeben.

## Begleitmaterial

### Musik
- Music from the O. C. Mix 1 Wb (Warner), März 2004, EAN 0093624868521
- O. C. California Mix 2 Wb (Warner), Mai 2005, EAN 0093624869528
- O. C. Mix 3 Merry Chrismukkah Wb (Warner), November 2005, EAN 0093624870029
- Music from the O.C. Mix 4 Wb (Warner), September 2005, EAN 0093624870524
- The O.C. Mix 5 Wb (Warner), November 2005, EAN 0093624944324
- The O.C. Mix 6 Wb (Warner), Dezember 2006, EAN 0093624320128

### Podcast
Seit dem 27. April 2021 wird auf verschiedenen Online-Plattformen der Podcast Welcome to the OC, Bitches! veröffentlicht, in dem Rachel Bilson und Melinda Clarke jede Woche eine Episode der Fernsehserie besprechen. Dabei werden sie meist von einem weiteren Gast unterstützt, der ebenfalls an der Produktion der Serie beteiligt war. Das Projekt ist auf zwei Jahre angelegt und wird von Kast Media produziert.